# Varg
Varg (Zw.: Wolf) is het tweede album van de Zweedse vikingarock-band Völund Smed, uitgebracht in 1996.

## Nummers
1. Varg
2. Is
3. Karin i mot
4. Tro
5. Hämnaren
6. Nordanvind
7. Häxjakt
8. Fader
9. Mälare strand
10. Åsikt
11. Retro-medley